# Iniciativa Briggs
La Proposición 6, más conocida como la Iniciativa Briggs, fue un proyecto de ley presentado a referéndum en el estado de California (Estados Unidos) el 7 de noviembre de 1978. La iniciativa que fue rechazada, venía respaldada por el senador John Briggs, legislador conservador del Condado de Orange (Orange County) de California, y pretendía prohibir a los profesores y maestros homosexuales (gais y lesbianas), y de paso a todos aquellos que defendieran a éstos, el trabajar en las escuelas públicas de California. La "Iniciativa Briggs" fue el primer fracaso del movimiento conservador que comenzó con la exitosa campaña encabezada por la cantante Anita Bryant y su organización Save Our Children en el Condado de Dade (Dade County) en Florida, con el fin de revocar la ordenanza local sobre los derechos de los homosexuales.
La Proposición 6 es uno de los temas centrales de la película de 2008 Mi nombre es Harvey Milk.

## Origen
Anita Bryant, cantante e imagen publicitaria de la Comisión de Cítricos de Florida, recibió noticias sobre la exitosa repercusión que tuvo su campaña para derogar una ordenanza del Condado de Dade (Florida), que protegía a los ciudadanos de la discriminación por motivos de la orientación sexual de estos. El éxito de ésta campaña provocó la derogación de toda aquella legislación (ordenanzas y estatutos) que protegía a los ciudadanos de la discriminación derivada de su orientación sexual. En un paso más allá contra las ordenanzas anti-discriminación, Oklahoma y Arkansas prohibieron además a los profesores y maestros homosexuales el trabajar en la escuela pública
La idea de la Iniciativa Briggs se fue cuajando a raíz del éxito de la derogación de las normativas del Condado de Dade a favor de la lucha contra la discriminación. La iniciativa indicaba que "la defensa, imposición, el fomento y/o la promoción de" la actividad homosexual por parte de los maestros y profesores homosexuales podrían ser despedidos. Fue el primer intento de restringir los derechos de gais y lesbianas a través de un referéndum ciudadano.

## Campaña

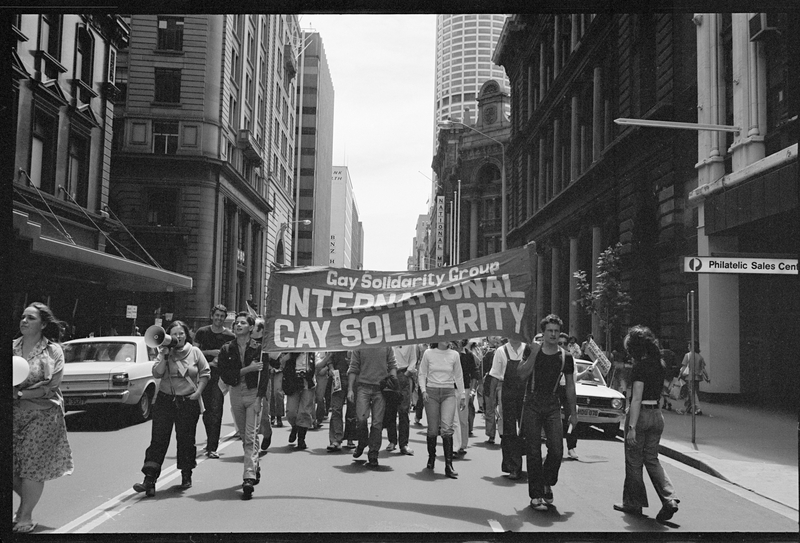
Adherentes del Gay Solidarity Group marchando en Sídney, Australia, en noviembre de 1978 en contra de la Iniciativa Briggs.

Debido al golpe recibido por la pérdida, la comunidad gay y lesbiana se organizó. Una gran coalición de activistas de base predominantemente progresista, encabezada por el supervisor gay de San Francisco Harvey Milk; el maestro (luego supervisor de San Francisco) Tom Ammiano; el activista Hank Wilson y muchos más, bajo el lema "come out! come out! wherever you are!" ("Salid, salid, dondequiera que estéis"), se movilizaron para rechazar la iniciativa. En lo que se convirtió en la campaña del "No on 6" ("No a la 6"), que simbolizó el rechazo a la "Iniciativa Briggs", los gais y lesbianas se movilizaron puerta a puerta en sus respectivas ciudades y pueblos del Estado de California para dar a conocer el daño que podría causar la iniciativa en caso de ser aprobada.
Hombres y mujeres homosexuales se dieron a conocer ("salieron del armario") entre sus familiares, amigos, vecinos y compañeros de trabajo; hablaron en sus iglesias y centros cívicos (asociaciones de vecinos); enviaron cartas a periódicos locales poniendo de manifiesto que la población homosexual era parte de la sociedad, y que la comunidad homosexual estaba formada por gente cercana (hermanos, tíos, primos, vecinos, amigos...) Al comienzo de septiembre las encuestas de opinión pública pre-referéndum, daban un 61% a favor de la iniciativa, y un 31% opuesto a la misma. El movimiento en contra de la iniciativa logró poco en el traspaso de la opinión pública. Aunque contaban con el rechazo de las principales organizaciones y grupos eclesiásticos, ya a finales del mes el resultado de las encuestas reflejaba un cambio: el 45% a favor de la iniciativa; un 43% en contra y un 12% de indecisos. Algunos homosexuales republicanos también se organizaron en plataforma contra la iniciativa. La plataforma más prominente fue el Log Cabin Republicans, fundado en 1977 en California, como punto de convergencia de republicanos opuestos a la Iniciativa Briggs. El Log Cabin Republicans presionó a los representantes electos republicanos para que rechazaran la iniciativa.
Incluso el exgobernador y luego presidente de los Estados Unidos, Ronald Reagan, se pronunció públicamente en contra de la medida. Reagan emitió una carta informal a opositores de la iniciativa, y respondió a las preguntas un periodista acerca de la iniciativa diciendo que él estaba en contra, y, una semana antes de las elecciones, escribió un editorial en el periódico Los Angeles Herald-Examiner también oponiéndose.
La época en la que Reagan se opuso es significativa, pues se preparaba a la carrera a la presidencia, una carrera en la que necesitaría el apoyo de los conservadores y moderados incómodos acerca de la existencia de profesores homosexuales. Como Lou Cannon (biógrafo de Reagan) escribió, Reagan era "muy consciente de que había quienes estaban interesados en que respaldase la iniciativa", pero, no obstante, "él prefirió decantarse por sus propias convicciones". Parte de su extensa declaración informal son reproducidas por el periódico San Francisco Chronicle del 24 de septiembre de 1978. Reagan en el editorial del 1 de noviembre, declaró: "Como quiera que sea, la homosexualidad no es una enfermedad contagiosa como el sarampión. Prevalece la opinión científica de que la sexualidad de una persona se determina a una edad muy temprana y que los maestros de un niño en realidad no influyen en esto."
Fue notable que políticos tan divergentes entre sí como Reagan; el expresidente Gerald Ford y el presidente Jimmy Carter se opusieran a la iniciativa.
Poco antes de las elecciones, después de que las encuestas reflejaran el cambio del sentido del voto de los que estaban a favor de la iniciativa, pasando a estar en contra de la misma debido a la movilización de miles de activistas de todo el espectro político, la iniciativa fue rechazada por más de un millón de votos en contra. Lo que se esperaba como una ola en favor de la iniciativa, se convirtió en una ola en contra de la misma, perdiendo incluso en el Condado de Orange, en lo que fue el mayor cambio de la opinión pública jamás registrado en tan corto período.

## Resultados
- No: 3.969.120 (58.4%)
- Sí: 2.823.293 (41.6%)
- Nulos (o en blanco): 339.797 (4.7%)
- Votos totales: 7.132.210 (100.0%)

La iniciativa fue rechazada el 7 de noviembre de 1978, siendo rechazada también en el propio Condado de Orange, un bastión del conservadurismo en el estado de California, del que provenía Briggs.

## Asesinato de Harvey Milk
El 10 de noviembre de 1978 (tres días después del referéndum), el concejal católico Dan White dimitió de su cargo aduciendo «la corrupción en la política de la ciudad», y la imposibilidad de compaginar ese cargo público con otro empleo en el que podría percibir un salario mayor. Sin embargo, White reconsideró su posición y el 14 de noviembre pidió al alcalde de la ciudad, George Moscone, su readmisión.
Aunque Moscone se mostró favorable en un principio, la oposición de varios concejales encabezados por Harvey Milk (quien incluso había sido padrino de bautizo del primer hijo de Dan White) hizo que Moscone cambiara de opinión. El 27 de noviembre de 1978, Dan White iba a mantener una última reunión con el alcalde antes de que este hiciera público su rechazo a admitirle de nuevo, y acudió armado con una pistola cargada y diez balas. Entró por el ayuntamiento a través de una ventana para evitar pasar los controles de seguridad, y tras rogarle al alcalde ser reelegido, White efectuó cuatro disparos contra Moscone. Entonces cargó su pistola, y se dirigió a la oficina de Milk para dispararle en cinco ocasiones, una de ellas a bocajarro en la cara. Tras huir, White fue detenido a las pocas horas.